# Chevrolet Colorado
La Chevrolet Colorado es una camioneta tipo pickup mediana producida dedicada para el campo por el fabricante estadounidense Chevrolet desde el año 2004 en reemplazo de la versión norteamericana de la pickup Chevrolet S-10. Es fabricada en las plantas de General Motors de Rayong, Tailandia, en São José dos Campos, Brasil y en Luisiana, Estados Unidos. Recibe el nombre del estado de Colorado en Estados Unidos. Es prácticamente idéntica a la GMC Canyon, que también es una marca del grupo automotor General Motors. La Colorado pertenece a la plataforma GMT355, la misma del Hummer H3.

## Historia y desarrollo
La historia de esta pickup se remonta a la necesidad de General Motors sobre reemplazar su única del segmento compacto producida en Norteamérica: la Chevrolet S-10. Así, en 2004 se presentó el modelo como una introducción moderna para el segmento intermedio entre el clásico “compacto” de las S-10 y Ford Ranger de los años 90, y las tamaño completo como Silverado y Ford F, para así competir con las modernas de la época como Dakota de Dodge y la nueva generación de Ford Ranger, incluso la Frontier de Nissan. 
Si bien la versión de tracción trasera (4x2) se cataloga como modelo base o Z85, por su suspensión y altura común, la versión doble tracción (4x4) es notoriamente más alta gracias a su suspensión para todo terreno llamada Z71, paquete clásico de las pickup Chevrolet.
La apariencia de la primera generación de la Colorado presentada en 2004 conserva la estética de faroles de dos niveles delanteros clásica de General Motors, influenciada fuertemente en el frontal de la pickup de lujo de tamaño completo Avalanche presentada en 2001, con faroles agresivos y divididos por cromo con la insignia de la marca al centro.
La Colorado se ofrece con tracción trasera y tracción a las cuatro ruedas, cajas de cambios automáticas y manuales, y variantes de cabina simple, cabina y media, y doble cabina.
Los motores son todos gasolina: los cuatro cilindros en línea son un 2.8 litros de 175 CV de potencia máxima, y un 2.9 litros de 185 CV; y los de cinco cilindros en línea son un 3.5 litros de 220 CV, un 3.7 litros de 242 CV y un 5.3 litros de 300 CV. La capacidad del tanque de combustible es de 72 L, el aceite son 4.7L, y el refrigerante 9.8L.
Su estructura está elaborada con planchas de acero electrogalvanizado. Cuenta con un asiento trasero de banca 60/40 con apoyacabezas integrados, que permiten ampliar la capacidad de carga interior.
Desde el año 2015 se produce la segunda generación de la Colorado exclusivamente para el mercado norteamericano, con nueva apariencia, similar a la versión 2014 de Silverado, pero por primera vez rompiendo el frontal clásico de faroles de dos niveles separados por barra cromada. 
Para el mercado latinoamericano General Motors produce en su planta de São José dos Campos, Brasil, desde 2012 una versión muy distinta tanto en estética como en motorización y características técnicas, respecto de la versión norteamericana. Sin embargo en 2017 General Motors en una estrategia global unificó la Colorado en una misma versión tanto para el mercado latinoamericano, de eurasia y otros, excepto Norteamérica, se trata de un modelo que comparte ciertas características de la Colorado producida en Estados Unidos, pero estéticamente muy distintas. 

## Motores
| Años          | Motor                    | Potencia           | Par motor           |
| ------------- | ------------------------ | ------------------ | ------------------- |
| 2004-2006     | 2.8 L (173 cu in) LK5 I4 | 200 hp (149,14 kW) | 185 lb⋅ft (251 N⋅m) |
| 2007-2009     | 2.9 L (178 cu in) LLV I4 | 185 hp (135 kW)    | 190 lb·ft (258 N·m) |
| 2010-2016     | 3.5 L (214 cu in) L52 I5 | 220 hp (164 kW)    | 225 lb·ft (305 N·m) |
| 2011-presente | 3.7 L (223 cu in) LLR I5 | 242 hp (180 kW)    | 242 lb·ft (328 N·m) |
| 2009-presente | 5.3 L (325 cu in) LH8 V8 | 300 hp (224 kW)    | 320 lb·ft (434 N·m) |

## Generaciones

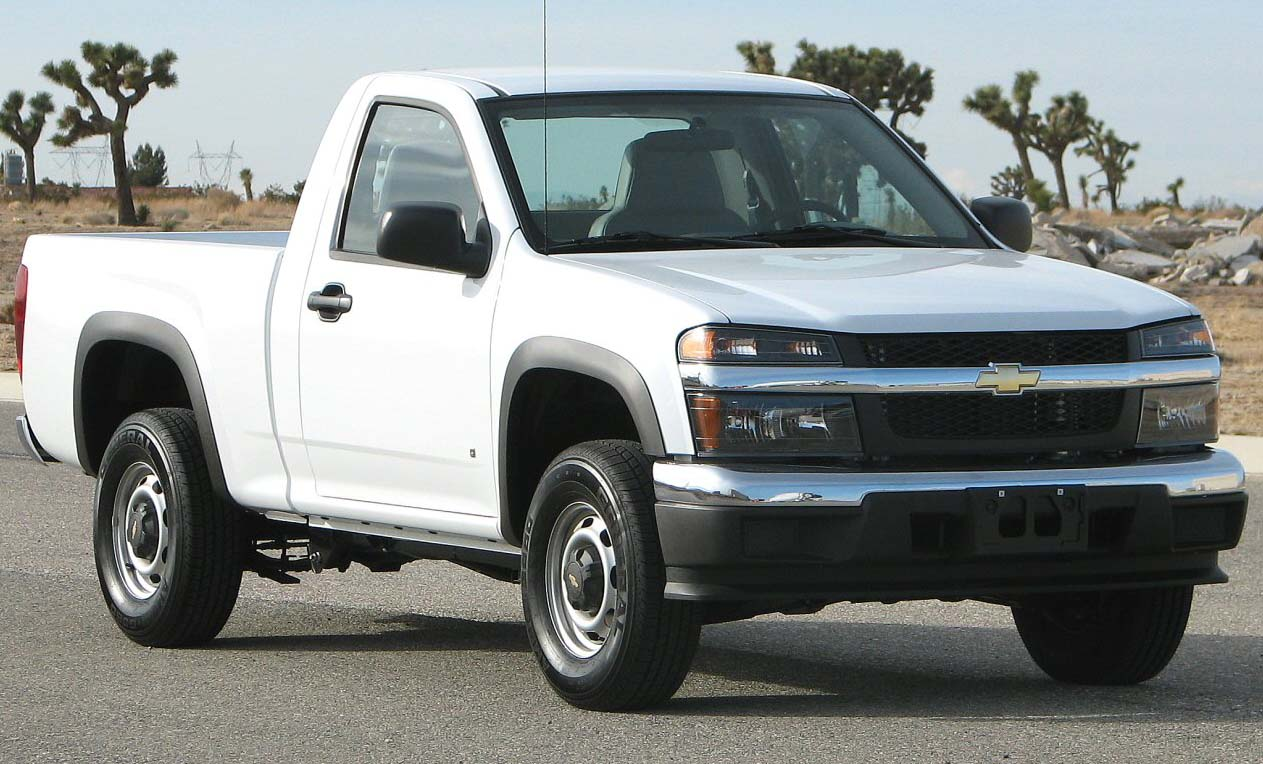
Primera generación (2004-2012)
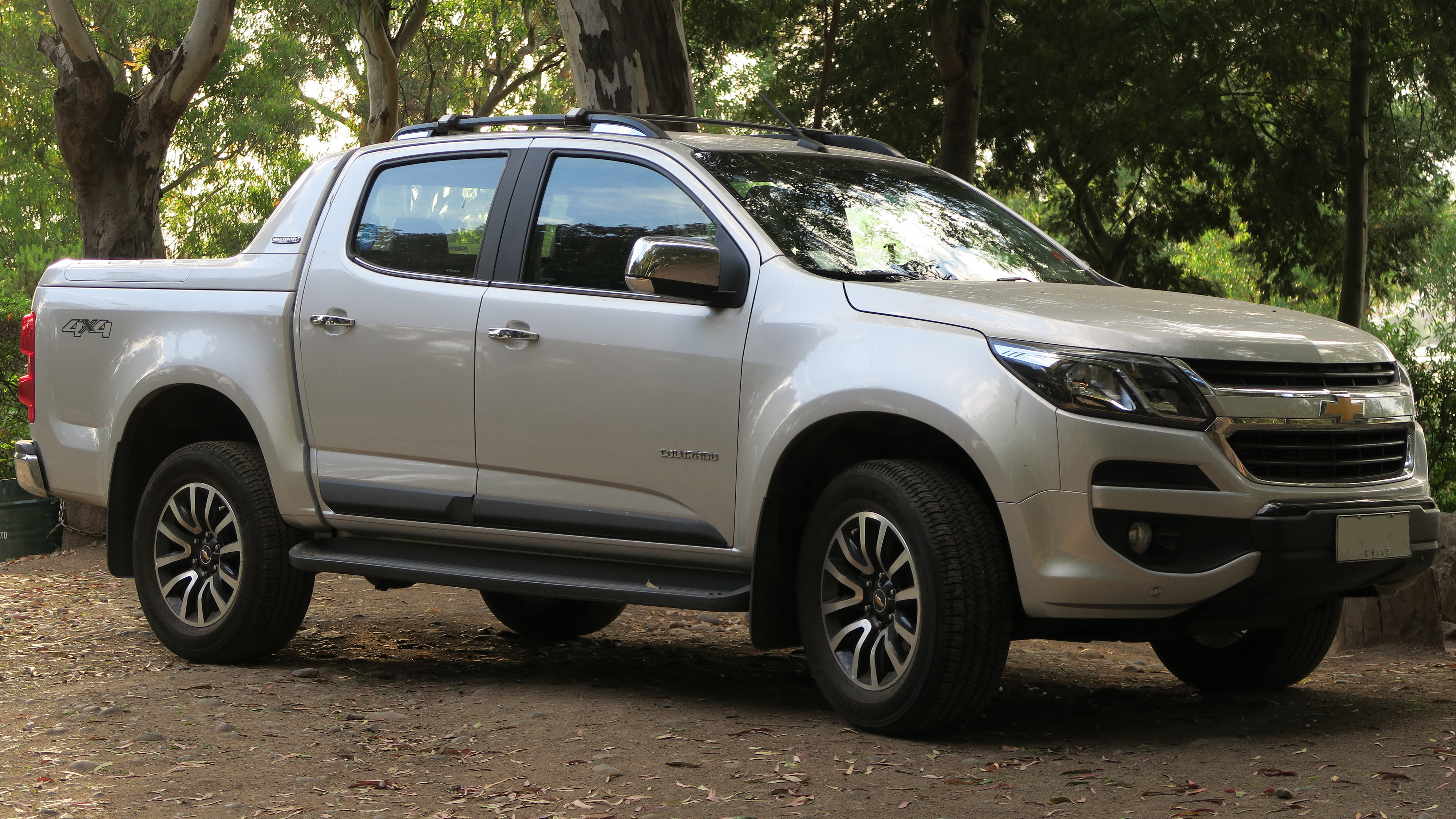
Segunda generación (2016-presente GM Brasil)
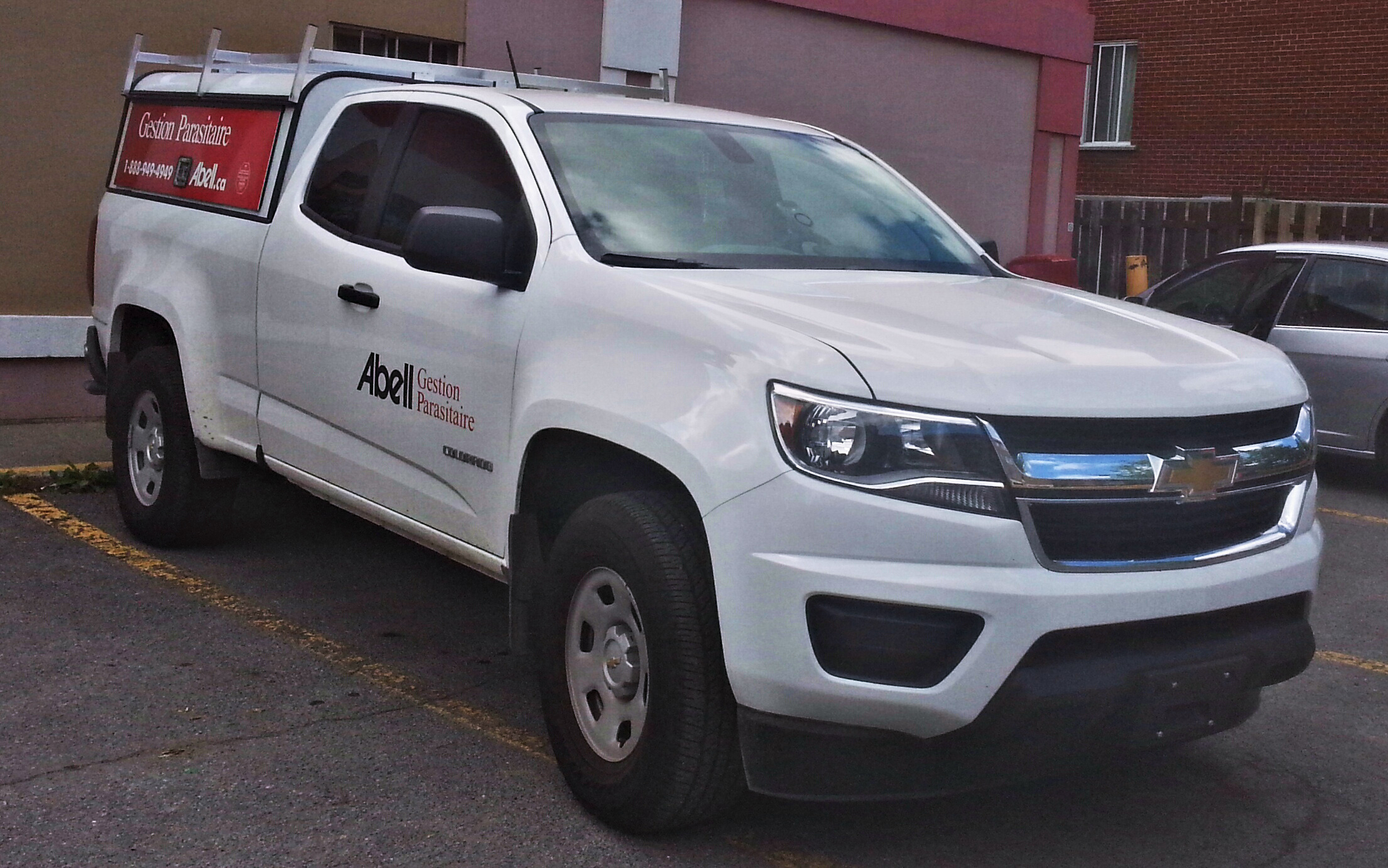
Chevrolet Colorado (2015-presente GM Estados Unidos)